# Muzambinho
Muzambinho là một đô thị thuộc bang Minas Gerais, Brasil. Đô thị này có diện tích 409,036 km², dân số năm 2007 là 19925 người, mật độ 55,2 người/km².